# Vladislav Sysuyev
Vladislav Mikhailovich Sysuyev (tiếng Nga: Владислав Михайлович Сысуев; sinh ngày 12 tháng 4 năm 1989) là một cầu thủ bóng đá người Nga. Anh thi đấu cho F.K. Rotor Volgograd.